# Ёмкость Шеннона
Ёмкость Шеннона (шенноновская ёмкость) — характеристика неориентированного графа, описывающая предельную плотность кодирования с возможностью гарантированного отслеживания ошибок в канале связи, модель которого представляет данный граф.
В этой модели вершины графа соответствуют символам алфавита, а наличие ребра между двумя вершинами означает, что при передаче первый символ может быть заменён на второй, а второй — на первый. Вероятности или частота, с которыми это происходит, в модели не рассматриваются, целью является построение оптимального способа кодирования, устойчивого к сколь угодно непредсказуемым ошибкам такого рода.
Несмотря на "практичную" формулировку, задача определения шенноновской ёмкости того или иного графа на текущий момент носит сугубо теоретический характер.

## Мотивация к изучению
Пусть по каналу связи передаётся текст, записанный с помощью алфавита из пяти символов: {\displaystyle \{0,1,2,3,4\}}, причём физически чтение передаваемых символов реализовано через дискретизацию аналогового сигнала (взятие ближайшего из граничных значений). Из-за погрешностей в передаче сигнала могут перепутываться соседние символы, а также последний ({\displaystyle 4}) перепутываться с первым ({\displaystyle 0}). Граф {\displaystyle G}, описывающий возможные ошибки этого канала связи, будет циклом длины 5.
Если передавать текст "как есть", то, получив символ {\displaystyle 2}, получатель не сможет понять, был ли передан отправителем символ {\displaystyle 2} или это был переданный отправителем символ {\displaystyle 1}, при передаче которого произошла ошибка и он превратился в символ {\displaystyle 2}.
Такая неоднозначность может возникать всегда когда используются хотя бы два символа, соединённые ребром в графе ошибок. Чтобы этого не происходило, можно выбрать независимое множество вершин этого графа и кодировать текст только с помощью символов, соответствующих этим вершинам. При этом, чтобы информационная ценность каждого символа страдала как можно меньше, уместно брать максимальное по размеру из таких множеств (его размер обозначается как {\displaystyle \alpha (G)}).
В рассматриваемом примере, очевидно, {\displaystyle \alpha (G)=2} и поэтому текст нужно кодировать двумя символами (например, {\displaystyle 1} и {\displaystyle 3}). Если длина передаваемого текста (количество символов исходного алфавита) равна {\displaystyle n}, то существует всего {\displaystyle 5^{n}} вариантов этого текста и чтобы закодировать их все символами двубуквенного алфавита понадобится не менее {\displaystyle \log _{2}{(5^{n})}=n\log _{2}5} бит, то есть размер текста увеличится не менее чем в {\displaystyle \log _{2}5} раз.
Этот результат можно улучшить если рассматривать не множество ошибок передачи каждого отдельного символа, а ошибки при передаче пары символов. Граф пар символов, которые могут подменяться друг другом (его обозначают как {\displaystyle G^{2}}) будет иметь не меньшее число независимости.
В рассматриваемом примере {\displaystyle \alpha (G^{2})=5} и одно из максимальных независимых множеств - {\displaystyle \{(0,3),(1,0),(2,2),(3,4),(4,1)\}}. Это означает, что в передаваемом сообщении можно использовать все пять символов, но с условием, что при объединении их в последовательные пары будут образовываться только пары из этого множества (например, текст {\displaystyle 00} использовать нельзя, потому что он может быть образован из текста {\displaystyle 10}, который тоже используется). Если изначально в передаваемом тексте было {\displaystyle n} символов, то каждый из них можно перевести в одну из этих пар и получить текст длины {\displaystyle 2n} с требуемыми свойствами отслеживания ошибок. Поскольку {\displaystyle 2<\log _{2}5}, то этот способ кодирования эффективнее первого.
Естественным образом возникает вопрос, можно ли улучшить этот результат, рассматривая не пары, а последовательные тройки, четвёрки и бо́льшее количество символов, и какого наилучшего результата можно достичь этим методом. Формализация этого вопроса и приводит к понятию ёмкости Шеннона.

## Формальное определение
Для определения ёмкости Шеннона используется вспомогательное определение прямого произведения графов:
{\displaystyle G_{1}\times G_{2}=(V_{1},E_{1})\times (V_{2},E_{2})=(V',E')}, где
{\displaystyle V'=V_{1}\times V_{2}}
{\displaystyle ((v_{1},w_{1}),(v_{2},w_{2}))\in E'\iff ((v_{1},v_{2})\in E_{1}\lor v_{1}=v_{2})\land ((w_{1},w_{2})\in E_{2}\lor w_{1}=w_{2})\land ((v_{1},w_{1})\not =(v_{2},w_{2}))}
Это операция с точностью до изоморфизма является ассоциативной и коммутативной, так что можно естественным образом определить степень графа:
{\displaystyle G^{k}=G\times G^{k-1}}
| Определение Ёмкость Шеннона графа {\displaystyle G} равна {\displaystyle c(G)=\sup \limits _{n\in {\mathbb {N} }}{\sqrt[{n}]{\alpha (G^{n})}}=\lim \limits _{n\to \infty }{\sqrt[{n}]{\alpha (G^{n})}}} |

Последнее равенство обусловлено тем, что {\displaystyle \alpha (G\times H)\geq \alpha (G)\alpha (H)}.

## Характер сходимости

### Достижимость предела
Предел последовательности {\displaystyle {\sqrt[{n}]{\alpha (G^{n})}}} достигается не всегда. Например, когда {\displaystyle G} представляет собой объединение цикла длины 5 ({\displaystyle C_{5}}) и изолированной вершины, то {\displaystyle c(G)={\sqrt {5}}+1}, но {\displaystyle {\sqrt[{n}]{\alpha (G^{n})}}<{\sqrt {5}}+1}
Это обусловлено тем, что {\displaystyle \alpha (G^{n})=\sum \limits _{k=1}^{n}{{\binom {n}{k}}\alpha ({C_{5}}^{k})}+1} и {\displaystyle \alpha (C_{5})<c(C_{5})}, так что аналогичное верно для объединения изолированной вершины с любым графом {\displaystyle H}, для которого {\displaystyle \alpha (H)<c(H)}

### Скорость роста
Актуален вопрос о том, насколько быстро значения {\displaystyle \alpha _{n}={\sqrt[{n}]{\alpha (G^{n})}}} приближаются к {\displaystyle c(G)}. В 2006 году Алон и Любецкий показали. что при достаточно большом размере графа конечного числа значений {\displaystyle \alpha _{n}} недостаточно чтобы узнать {\displaystyle G} с точностью хотя бы до {\displaystyle |G|^{\varepsilon }\forall \epsilon >0}. В той же работе они выдвинули несколько гипотез на эту тему.
| Теорема Для любого целого {\displaystyle v} существует сколь угодно большое {\displaystyle N} и граф {\displaystyle G} размера {\displaystyle N} такие, что {\displaystyle \alpha _{k}=O(\log N)} при {\displaystyle k<v} {\displaystyle \alpha _{v}=N^{\frac {1}{v}}} |

Доказательство Алона и Любецкого было вероятностным (то есть конкретной конструкции какого-то одного графа из него вывести нельзя, но существование таковых доказано).
Они рассматривали полный граф из {\displaystyle nv} вершин ({\displaystyle n} - достаточно большое целое), рёбра которого поделены на группы и из каждой группы случайным образом (равновероятно по всем рёбрам группы) удалено одно ребро.
Если индексировать вершины графа парами {\displaystyle (i,k),i\in [1;n],k\in [1;v]}, то два ребра {\displaystyle ((i_{1},k_{1}),(j_{1},l_{1}))} и {\displaystyle ((i_{2},k_{2}),(j_{2},l_{2}))} относятся к одной группе если:
- {\displaystyle i_{1}=i_{2}}
- {\displaystyle j_{1}=j_{2}}
- {\displaystyle l_{1}-k_{1}=l_{2}-k_{2}}

Визуально это можно представить при изображении графа на торе как объединение в группу рёбер, получающихся друг из друга параллельным переносом по одной прямой (см. картинку).

## Оценки и методы изучения
Общих алгоритмов вычисления шенноновской ёмкости по состоянию на 2019 год неизвестно. Это связано не только с тем, что сама задача о числе независимости NP-полна и потому вычислительно трудна, но и с тем, что при вычисленных значениях {\displaystyle \alpha (G^{k})} для малых {\displaystyle k} задача предсказания дальнейшего роста этих величин также остаётся нетривиальной.
Более того, неизвестно даже точное значение ёмкости для цикла длины 7 или большей нечётной длины. Однако для циклов нечётной длины известен предельный закон:
{\displaystyle c(C_{2n+1})=n+{\frac {1}{2}}+o(1)}

### Число Ловаса
Ласло Ловас в 1979 году показал, что {\displaystyle c(C_{5})={\sqrt {\alpha (C_{5}^{2})}}={\sqrt {5}}}. Для доказательства он вывел общую верхнюю оценку для ёмкости Шеннона через характеристику системы векторов {\displaystyle (u_{i})_{i\in V}}, структура которой связана со структурой графа {\displaystyle G=(V,E)}, а именно
{\displaystyle u_{i}^{\mathrm {T} }u_{j}={\begin{cases}1,&i=j,\\0,&(i,j)\notin E.\end{cases}}}
При таком подходе чтобы получить верхнюю оценку достаточно предъявить хотя бы одну систему векторов c нужными свойствами, то есть происходит переход от задачи доказательства к задаче предъявления контрпримера.
В конструкции Ловаса с размером графа должно совпадать только количество векторов, но не размерность пространства. Например, для доказательства {\displaystyle c(C_{5})={\sqrt {5}}} использовались трёхмерные вектора.

### Алгебраические оценки
Haemers получил оценку ёмкости через ранг матриц, похожих по структуре на матрицу смежности, а именно
{\displaystyle c(G)\leq R(G)=\min _{B}\operatorname {rank} (B),}
где минимум берётся по всем матрицам {\displaystyle B} размера {\displaystyle n\times n} в произвольном поле таким, что:
- {\displaystyle b_{ii}\not =0}
- {\displaystyle (i,j)\not \in E\Rightarrow b_{ij}=0}

Таким образом, для верхней оценки также достаточно предъявить хотя бы одну матрицу {\displaystyle B}, имеющую малый ранг.